# "LUCKY" 20th Century, Coming Century to be continued...
『"LUCKY" 20th Century, Coming Century to be continued...』（ラッキー トウェンティースセンチュリー、カミングセンチュリー トゥー・ビー・コンティニュード）は、V6の4枚目のアルバム。1999年8月18日にavex traxから発売された。

## 概要
初回盤と通常盤がある、初回盤の特典は『特殊パッケージ』『クッキーフレグランスCDトレー』『V6 ジャケットサイズステッカー』CDトレーは嗅ぐと甘いにおいがする。ステッカーはジャケットの裏表紙のようになっている。初回盤のケースが特殊パッケージなのは1枚目のアルバム『SINCE 1995 〜 FOREVER』以来である
今作の収録シングルは「over/EASY SHOW TIME」、「Believe Your Smile」、「自由であるために」を収録している。なお、今作の約1ヶ月前に発売された「太陽のあたる場所」は未収録。
収録されているシングルは全てリミックスされている。

## 収録曲
※シングル曲の解説は各シングルのページを参照のこと。
1. over (Europia Mix)
作詞：20th Century、作曲：菊池一仁、編曲：明石昌夫
  - 11thシングルの1曲目のリミックスバージョン
2. DANCE!! 〜Make The Party High〜
作詞：MOTSU、作曲・編曲：渡辺和紀、ブラスアレンジ：倉富義隆
3. やってやろうぜ!! Baby
作詞：久和カノン、作曲：千沢仁、編曲：鶴田海生、ブラスアレンジ：倉富義隆
4. EASY SHOW TIME (ORIENTA-RHYTHM MIX)
作詞：Lucy E、作曲：川上明彦、編曲：ORIENTA-RYTHM for BASEMENT FACTORY PRODUCTIONS
  - 11thシングルの2曲目のリミックスバージョン
5. NO DAMAGE
作詞：山田ひろし、作曲・編曲：渡辺未来
6. Believe Your Smile (VIVA MIX)
作詞：菊池一仁・六ツ見純代、作曲：菊池一仁、編曲：CHOKKAKU
  - 12thシングルのリミックスバージョン
7. クロール - 20th Century
作詞・作曲：山上ジュン、編曲：CHOKKAKU
ベストアルバム「Replay〜Best of 20th Century〜」にも収録された。
8. 自由であるために (BUZZ MIX)
作詞：松井五郎、作曲：菊池一仁、編曲：明石昌夫
  - 13thシングルのリミックスバージョン
9. I'M HAPPY MAN - Coming Century
作詞：六ツ見純代、作曲：菊池一仁、編曲：CHOKKAKU
10. Run and Run
作詞：U-sky、作曲：川上明彦、編曲：村山晋一郎（by the courtesy of DNA CAPSULES）
11. Feelin' Alone
作詞：谷亜ヒロコ、作曲：川上明彦、編曲：石塚知生
  - 4thベストアルバム『Very6 BEST』（初回盤A・DISC3）にも収録されている。
12. Coming Century Non-stop Remix - Coming Century
  1. 夏のかけら
    - 1stシングル (Coming Century)

  2. Yo! You!!
    - 13thシングルカップリング

  3. Happy together!
    - VHS/DVD「? -question-」収録曲

編曲：横田商会
13. 20th Century Non-stop Remix - 20th Century
  1. FLY TO THE WORLD!
    - 10thシングル「翼になれ」カップリング

  2. always
    - 9thシングル「Be Yourself!」カップリング

  3. OPEN THE GATE
    - 12thシングルカップリング

編曲：M.I.D.

## 映像作品
DANCE!! 〜Make The Party High〜
- 20th Century LIVE TOUR 2009 HONEY HONEY HONEY/We are Coming Century Boys LIVE Tour 2009

クロール
- LOVE&LIFE 〜V6 SUMMER SPECIAL DREAM LIVE 2003〜

Run and Run
- VERY HAPPY!!!
  - 井ノ原、森田の2人で披露